# Chaenorhinum cryptarum
Chaenorhinum cryptarum là một loài thực vật có hoa trong họ Mã đề. Loài này được Pierre Edmond Boissier và Heinrich Carl Haussknecht mô tả khoa học đầu tiên năm 1879 dưới danh pháp Linaria cryptarum. Năm 1978 Peter Hadland Davis chuyển nó sang chi Chaenorhinum.

## Phân bố
Loài này có tại miền đông Thổ Nhĩ Kỳ.